# سیلورلیک، اوهایو
سیلورلیک (به انگلیسی: Silver Lake) یک روستا در ایالات متحده آمریکا است که در شهرستان سامیت، اوهایو واقع شده‌است. سیلورلیک ۴٫۱۴ کیلومتر مربع مساحت و ۲٬۵۱۹ نفر جمعیت دارد و ۳۲۱ متر بالاتر از سطح دریا واقع شده‌است.